# Aristias spinipes
Aristias spinipes är en kräftdjursart. Aristias spinipes ingår i släktet Aristias och familjen Aristiidae. Inga underarter finns listade i Catalogue of Life.